# Dominique Perrault

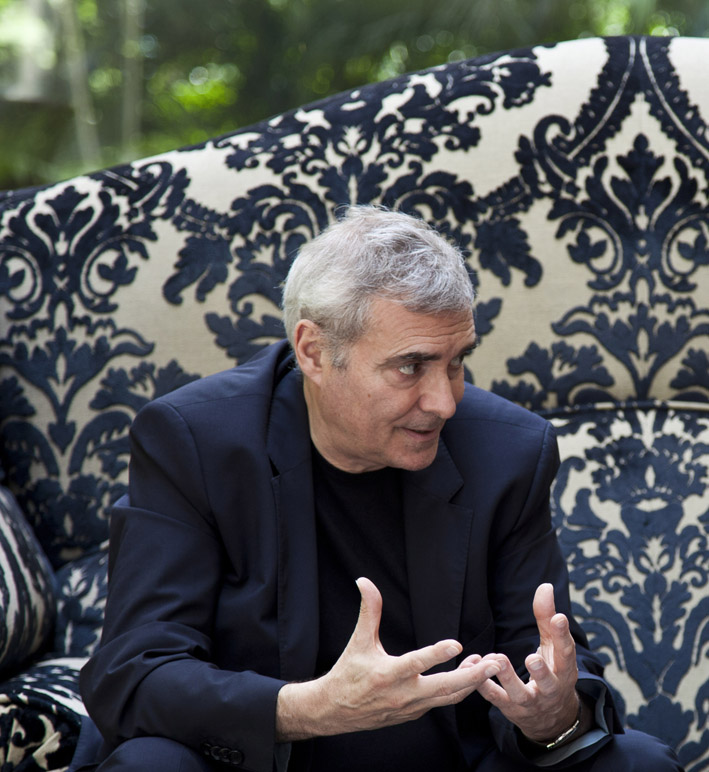
Dominique Perrault (2011)

Dominique Perrault (* 9. April 1953 in Clermont-Ferrand) ist ein französischer Architekt.

## Werdegang
Perrault studierte Architektur an der Unité Pédagogique 6 der École nationale supérieure des beaux-arts de Paris (1978), anschließend Städtebau an der École Nationale des Ponts et Chaussées, Paris (1979) sowie Geschichte an der École des Hautes Études en Sciences Sociales (1980). 1981 gründete er sein eigenes Architekturbüro in Paris, 1992 in Berlin, 2000 in Luxemburg, 2002 Barcelona und in Baltimore (USA). Perrault lehrt an der ETH Zürich und der Escola Tècnica Superior d'Arquitectura in Barcelona.
Er war von 1998 bis 2001 Präsident des Institut français d’architecture.
1984 wurde er mit dem Bau der Hochschule ESIEE (École supérieure d’ingénieurs en électronique et électrotechnique) in Marne-la-Vallée bei Paris international bekannt. Perrault gewann 1989 den internationalen Wettbewerb für den Bau der französischen Nationalbibliothek. Trotz der zahlreichen funktionellen Mängel dieser von ihm verantworteten Bibliothek gilt Perrault als einer der „Stararchitekten“ Frankreichs. Er bezieht immer stadtplanerische Überlegungen in seine Architekturentwürfe ein. Deren strenger Formalismus erinnert oft an minimalistische Skulpturen.

## Realisierte Bauten

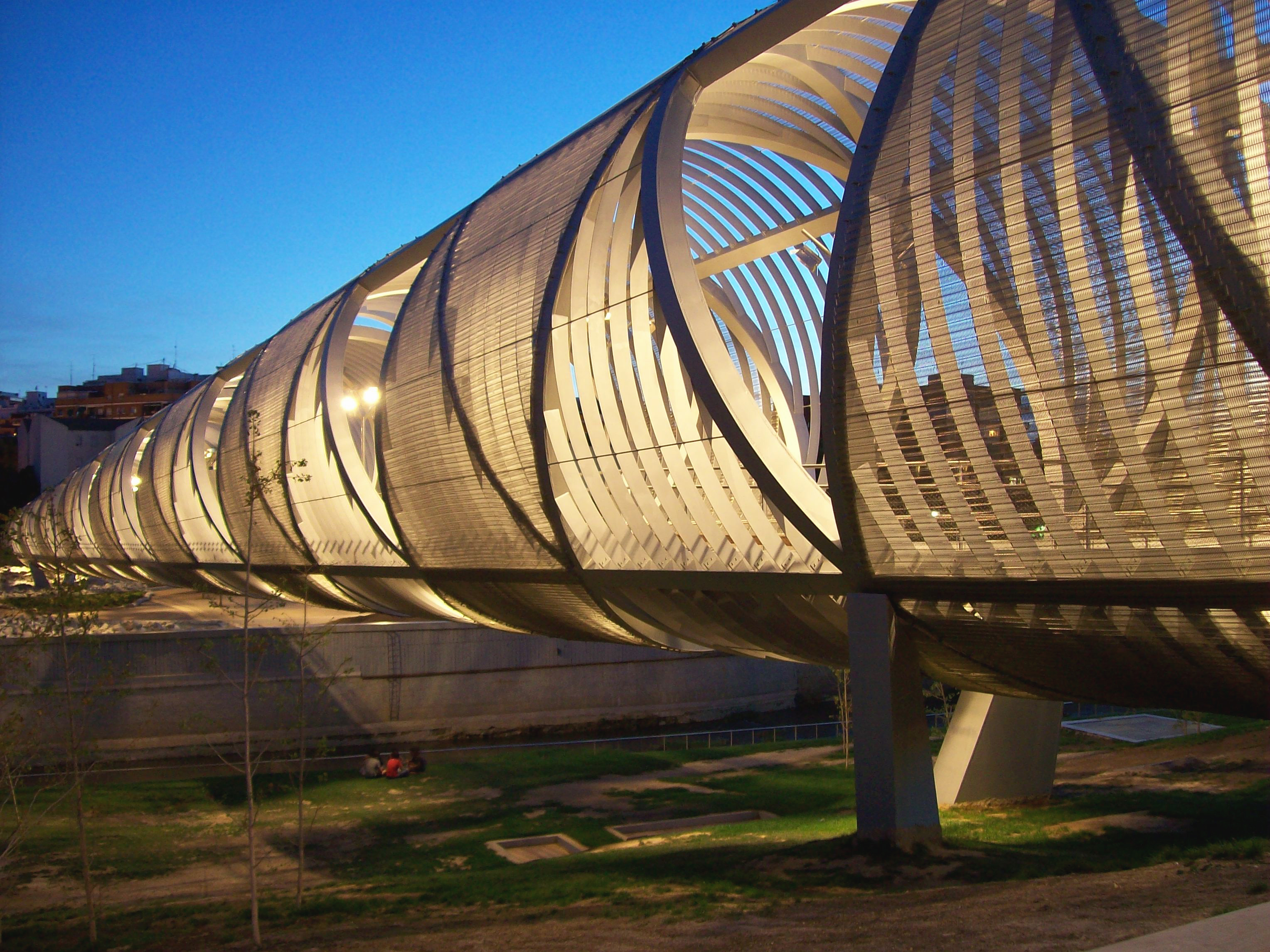
Puente de Arganzuela (Brücke), Madrid (Spanien).

- ESIEE (École supérieure d’ingénieurs en électronique et électrotechnique) in Marne-la-Vallée (1984)
- Französische Nationalbibliothek, Paris (1990–1996)
- Velodrom und Schwimm- und Sprunghalle im Europasportpark, Berlin (1993–1999)
- Erweiterung des Europäischen Gerichtshofs, Luxemburg
- Rathaus Innsbruck, 2002
- Caja Mágica, Madrid (2004–2009)
- NH Hoteles Rho bei Mailand (2006–2008)
- Kindarena, Rouen (2010–2012)
- DC Towers, Wien (2010–2013)
- Court Suzanne Lenglen, Erweiterungsbau in Roland Garros, Paris, (2023–2024) mit 15.000 Plätzen und ausfahrbarem Dach.

## Projekte im Bau
- Perrault-Fußgängerbrücken (Ponti pedonali di Perrault), Palermo
- Hotel Habitat, Barcelona
- Olympisches Tenniszentrum Madrid
- Ewha Frauenuniversität, Seoul
- Zweites Gebäude für das Mariinski-Theater, Sankt Petersburg

## Ehrungen und Auszeichnungen
- Prix de l’Équerre d’argent (1990)
- Europäischer Preis für Industriearchitektur der Baufachmesse Constructa in Hannover (1992)
- Grand prix national de l’architecture (1993)
- Mitglied der französischen Ehrenlegion
- Ehrenmitglied des Bundes Deutscher Architekten BDA
- Ehrenmitglied des Royal Institute of British Architects RIBA
- Mies van der Rohe Preis für Europäische Architektur (1996) für die Französische Nationalbibliothek
- Deutscher Architekturpreis (1999)
- World Architecture Award des World Architecture Magazine in Zusammenarbeit mit dem RIBA (2001)
- Praemium Imperiale (2015)
- Mitglied der Académie des Beaux-Arts (2015)

## Nachweise
1. ↑  Vgl. dazu ausführlich Jean-Marc Mandosio: L’Effondrement de la Très Grande Bibliothèque Nationale de France. Éditions de l'Encyclopédie des Nuisances, Paris 1999.

| Personendaten    | Personendaten                |
| ---------------- | ---------------------------- |
| NAME             | Perrault, Dominique          |
| KURZBESCHREIBUNG | französischer Architekt      |
| GEBURTSDATUM     | 9. April 1953                |
| GEBURTSORT       | Clermont-Ferrand, Frankreich |